# Cruger, Mississippi
Cruger, Mississippi (енгл. Cruger) град је у америчкој савезној држави Мисисипи.

## Демографија
По попису из 2010. године број становника је 386, што је 63 (-14,0%) становника мање него 2000. године.
| Група             | 2000.       | 2010.       |
| Белци             | 110 (24,5%) | 55 (14,2%)  |
| Афроамериканци    | 333 (74,2%) | 329 (85,2%) |
| Азијати           | 1 (0,2%)    | 2 (0,5%)    |
| Хиспаноамериканци | 10 (2,2%)   | 2 (0,5%)    |
| Укупно            | 449         | 386         |